# Sectonema rotundicauda
Sectonema rotundicauda är en rundmaskart. Sectonema rotundicauda ingår i släktet Sectonema och familjen Nygolaimidae. Inga underarter finns listade i Catalogue of Life.